# Yana Kasova
Yana Kasova (Bulgaria, 13 de agosto de 1981) es una atleta búlgara retirada especializada en la prueba de 100 m vallas, en la que consiguió ser medallista de bronce europea en 2002.

## Carrera deportiva
En el Campeonato Europeo de Atletismo de 2002 ganó la medalla de bronce en los 100 m vallas, con un tiempo de 12.91 segundos, llegando a meta tras la española Glory Alozie (oro con 12.73 s) y la ucraniana Olena Krasovska (plata con 12.88 segundos).